# San Carlos-i egyházmegye (Fülöp-szigetek)
A Fülöp-szigeteken lévő San Carlos-i egyházmegye (tagalog:Artsidiyosesis sang Capiz, angolul: Roman Catholic Archdiocese of San Carlos; latinul: Dioecesis Sancti Caroli Borromeo) a római katolikus egyház egyik egyházmegyéje Fülöp-szigetekenn. A Jarói főegyházmegye szuffragán egyházmegyéje.

## Szomszédos egyházmegyék
- Kabankalani egyházmegye (délnyugat)
- Bacolodi egyházmgye (nyugat)
- Cebui főegyházmegye (kelet)